# Ochna pulchra
Ochna pulchra, también conocido como Lekkerbreek (afrikáans 'fácil de quebrar', i.e. 'quebradizo'), es suna especie de árbol perteneciente a la familia  Ochnaceae

## Descripción
Es un pequeño árbol de África meridional de hasta 5 m de altura, comúnmente se encuentra en suelo profundo arenosos y en laderas rocosas, pertenece a la familia tropical de Ochnaceae, la cual se extiende en Asia y África.
Su corteza es distintiva, descortezándose en escamas delgadas para exponer una capa blanca-cremosa, similar en apariencia  la de Corymbia maculata, guayaba o Lagerstroemia speciosa. 
El follaje de primavera tiene una apariencia aceitosa en la superficie y varía del verde claro al bronce o rojo brilloso, volviéndose a un verde brillante cuando maduro. Flores de color amarillo limón aparecen en gran abundancia en la primavera, el cáliz persistente verde-amarillo se vuelve rosa y después rojo brilloso. El fruto, una drupa en forma de riñón, es inicialmente verde madurando al negro.
El árbol se distribuye por Transvaal central y el norte del Parque Nacional Kruger, extendiéndose más allá hasta Mozambique, Zimbabue, Botsuana, Angola, Zambia y República Democrática del Congo. 
Es un indicador del llamado Gifveld, que es un veld donde la tóxica Dichapetalum cymosum está presente, que es pequeña y fácil de pasar por alto. 

## Taxonomía
Ochna pulchra fue descrita por William Jackson Hooker y publicado en Icones Plantarum 6: t. 588. 1843.
Sinonimia
- Diporidium pulchrum (Hook.) Walp.
- Ochna huillensis (Tiegh.) Exell
- Porochna huillensis Tiegh.[3]